# 愛知県立福江高等学校
愛知県立福江高等学校（あいちけんりつ ふくえこうとうがっこう）は、愛知県田原市古田町岡ノ越に所在する公立の高等学校。

## 設置学科
- 普通科
  - 福祉実践コース
  - 観光ビジネスコース

## 沿革
- 1925年（大正14年） - 福江町立福江裁縫女学校として開校。
- 1941年（昭和16年） - 愛知県福江高等裁縫女学校を設置。
- 1944年（昭和19年） - 愛知県福江女子実業学校に改称。
- 1948年（昭和23年） - 福江町、泉村、伊良湖岬村三ヶ町村組合立による愛知県福江高等学校を設置（普通科、家庭科）。
- 1950年（昭和25年） - 愛知県に移管。愛知県立福江高等学校となる。
- 1963年（昭和38年） - 家庭科を家政科に改称。
- 1990年（平成02年） - 家政科募集停止。
- 2003年（平成15年） - 福祉実践コースを新設。
- 2017年（平成29年） - 田原市立福江中学校との連携型中高一貫教育を開始。
- 2018年（平成30年） - 観光ビジネスコースを新設。
- 2020年（令和02年） - 校内に豊橋特別支援学校高等部の分教室「潮風教室」を設置[1]。

## 通学圏
- 田原市内からの通学生が9割以上を占める[2]。
- 距離的に近い篠島、日間賀島からの進学も調整特例で可能だが、ダイヤが不便なためほとんど実績はない。

## 最寄駅
- 豊橋鉄道渥美線 三河田原駅より豊鉄バス 伊良湖岬・保美行で福江バス停下車。